# 스테퍼니 라이스
스테퍼니 루이즈 라이스(영어: Stephanie Louise Rice, OAM, 1988년 6월 17일 ~ )는 오스트레일리아의 수영 선수이다. 2008년 베이징 올림픽에서 세 개의 금메달을 땄고, 2009년 1월 26일 오스트레일리아 훈장을 받았다.

## 경력
브리즈번에서 태어난 라이스는 세인트 피터스 서부 수영 클럽에서 마이클 볼에 의하여 훈련을 받았다.

### 2006년 코먼웰스 게임
2006년 멜버른에서 열린 코먼웰스 게임에서 200m 개인혼영을 2분 12.90초로 헤엄쳐 금메달을 획득하였으며, 400m 개인혼영에서도 또 하나의 우승을 거두었다.

### 2007년 세계 선수권 대회
2007년 세계 수영 선수권 대회에서 200m와 400m 개인혼영 동메달을 따냈다. 200m 결승전에서 2분 11.42초를 기록하였으며, 이전의 국내 기록보다 1초 아래이고 미국의 케이티 호프와 짐바브웨의 커스티 코번트리에 밀려 3위를 하였다.
400m 결승전에서는 자신의 신기록 4분 41.19초를 기록하였다.

### 2007년의 다른 이벤트들
2007년 6월에 열린 이탈리아 대회에서 라이스는 400m 개인혼영에서 자신의 신기록 4분 40.79초를 세워 종목에서 4분 40초 장벽에 가까이 도달하였다.
일본 오픈 선수권 대회에서는 400m 개인 혼영에서 코번트리에 밀려 2위를 하였으며, 자신의 기록을 3.61초 차이로 깨고 오스트레일리아와 코먼웰스 게임 신기록 4분 37.18초를 세웠다.

### 2008년 오스트레일리아 올림픽 선발 시합
2008년 오스트레일리아 올림픽 선발 시합에서 200m와 400m 개인혼영 양종목의 세계 기록을 깼다. 400m에서는 4분 31.46초를 세워 케이티 호프의 기록 1.43초 아래에 왔다. 200m에서는 2분 08.92초를 세워 중국의 우얀얀이 이전에 보유한 기록을 거의 1초 차이로 앞섰다.

### 2008년 하계 올림픽
베이징 올림픽에서 라이스는 200m와 400m 개인혼영, 800m 자유형 계주를 모두 세계 신기록들로 금메달 획득하였다.
400m 개인혼영을 우승하면서 자신의 첫 금메달을 땄는 데, 경기에서 오스트레일리아의 첫 금메달이자 그들의 400번째 하계 올림픽 메달이었다. 4분 29.45초를 기록하면서 1.67초에 의하여 호프의 기록을 앞선 라이스는 그 종목에서 4.30m 마크를 깬 첫 여성 선수가 되었다. (코번트리는 2위를 하였다)
두 번째 금메달은 200m 개인혼영에서 세계 신기록 2분 08.34초와 함께 우승하면서 코번트리를 다시 꺾었다. 800m 자유형 계주에서는 7분 44.31초의 세계 신기록을 세워 우승으로 이끌었다.

### 2009년 세계 선수권 대회
2009년 로마에서 열린 세계 선수권 대회에서 라이스는 200m 개인혼영에서 자신의 세계 기록을 잃음에 불구하고 은메달을 따는 데 1.42초를 조각내었다.
800m 자유형 계주에서 린다 매켄지, 카일리 파머, 미건 네이가 빠지면서 메달 획득에 실패한 오스트레일리아 팀은 5위에 왔다. 400m 개인혼영에서 동메달을 따면서 자신의 기록을 유지하였다.

## 수상 경력
- 2008년 텔레스트라 "올해의 오스트레일리아 수영 선수"
- 스위밍 월드 잡지 "올해의 세계 수영 선수" 및 패시픽 림 "올해의 수영 선수" (2008)

## 같이 보기
- 올림픽 수영 여자 메달리스트 목록
- 수영 개인혼영 200m 세계 기록 추이
- 수영 개인혼영 400m 세계 기록 추이
- 수영 계영 800m 세계 기록 추이

## 참조
1. ↑  “RICE, Stephanie Louise”. 《It's An Honour》. Department of the Prime Minister and Cabinet. 2016년 3월 4일에 원본 문서에서 보존된 문서. 2009년 1월 26일에 확인함.
2. ↑  “Australia Day honours”. 《The Age》. 2009년 1월 26일. 2009년 1월 26일에 확인함.